# 朝木明代
朝木 明代（あさき あきよ、1944年〈昭和19年〉9月4日 - 1995年〈平成7年〉9月2日）は、日本の政治家。東村山市議会議員を3期務めた。所属は「草の根市民クラブ」。

## 来歴
朝木明代議員とは?(創価問題新聞)・謀殺された朝木明代議員とはこんなひと(創価問題新聞旧サイト)・「スタートします 東村山市民情報センター」による。
1944年（昭和19年）に東京都東村山市で生れた。東村山市立東村山中学校、都立武蔵高校卒業後、銀行に就職して勤務していた。一男二女の母で、東村山市議会議員の朝木直子は長女。ボランティア活動、市民運動、PTA活動にかかわり、市教委(社会教育委員)、公民館運営審議会委員を歴任。ミニFM「FMひがしむらやま」（後にコミュニティ放送FM局、多摩レイクサイドFMへ移行）チーフプロデューサー。1986年7月の参院選では東京都選挙区から立候補した中山千夏の選挙運動において東村山市の責任者となる。1987年4月、中山千夏・矢崎泰久・永六輔の応援を得て東村山市議会議員選挙に無所属で立候補し最下位当選。1人会派「草の根市民クラブ」を届け出て活動。1991年4月、1995年4月の同市議選では、さらに紀平悌子・加藤富子・北野弘久らの応援も得て、いずれもトップで連続当選。1995年没（50歳）。

## 市議会議員としての活動
朝木明代は、税金の使途の監視や職員給与の節約、環境問題、ゴミ・リサイクル問題に取り組んだ。
市議会議員に当選前から、1982年前後に知り合った矢野穂積と政治活動をともにしている。市議会において行政、市職員や同僚議員のさまざまな疑惑を繰り返し追及し、並行して活動を広報する印刷物『東村山市民新聞』(矢野が編集長)『くさのね通信』『市役所ミニ情報辛口速報版』などを市内各戸に配布した。これらの広報紙は同僚議員(主に、共産党・社会党・社民連の議員)に対する罵倒とも取れる表現を含んでいた。朝木明代の質疑に対する答弁者や共産党・社会党・社民連の議員に対しては、傍聴席からの不規則発言(その少なくとも一部は矢野穂積のもの)が頻発した。議会外においても、矢野穂積とともに公金支出・議事運営などにかかわる訴訟を市に対して多数(1985年から1995年の間に約40件)提起した。

### 行政・議会の不正追及
1988年の6月定例会で、朝木明代は市立小中学校における不正行為を列挙した。9月定例会では、これらのうち、
- 市議選直後に当選確定した議員が小学校を訪問して担任の了解の元に当選御礼をした政治的中立違反[注釈 3]
- 市立中の副教材の購入に関する疑惑

を再度追及した。後者については、副教材費として生徒から定価を徴収しながら値引きした価格で納入されていることを根拠に「値引きという方法でのリベートが納入先の学校教師に渡されているのが実態」と暴露した(翌日、直ちに読売新聞が報道した)。市側は「副教材費を月ごとに分割して徴収し、納入価格との差額を学校行事の費用の不足分にあててから精算・残金を返還している」と答弁したが、朝木明代は「事態の深刻さを認識する必要がもっとおありのようです」とさらなる追及の姿勢を見せた。翌1989年の3月定例会には、残金返還が年度末に間に合わなかったことを指摘し、同年12月定例会でも「副教材テキスト代金の使途不明、流用問題」として転出した生徒への残金返還が遅れたことなどを追及したが、リベートの件については言及しなかった。3年以上が過ぎた1992年3月になって、朝木明代は予算質疑中に「私は過去の議会で市内の中学の副教材費の問題を取り上げ…一定の改善がなされた」と総括し、再び同様のことがないように釘をさした。
1990年の9月定例会では「土地取引疑惑に絡んで、ある東村山市議会議員が土地所有者である宗教法人に公選法違反となる多額の寄附をし、本人もその事実を認めた」と暴露、発言の取り消しを打診されると「十分な調査の上」「根拠はある」と断言した。この件を付託された総務委員会は（朝木明代と重病の1人を除く）全議員と宗教法人への聞き取りも含めた調査を行ったが、朝木明代は、初めは「都合がつかない」後には「議長に送付した質問状への誠意ある回答を待つ」という理由で再三の出席要請に応じず、調査に一切の協力をしなかった。12月定例会において、この件に関する委員会報告が迫ると、朝木明代は「日程を変更し、先に一般質問を行う」という動議を出したが不採択となり、総務委員長は「朝木明代は根拠を明かさず、聞き取り調査によっても裏付ける事実を確認できなかった」と報告した。朝木明代は「犯罪者自身が不利になるような事実を認めるはずがない」「ないという動かぬ証拠はあるのか」と反論し、土地取引疑惑全体に論点を広げ、最後に「そもそも、9月定例会で終わった事件のことを調査することじたいが違法だった」と付け加えて報告を承認しないことを表明した。この結果、朝木明代に対して「猛反省を促す決議」が提出された。朝木明代は地方自治法117条に定める除斥を求められたが応じず、議場から退席しなかった。さらに懲罰動議が提出されたが、なお議場から退かず、そのまま会期終了となった。条文が想定していない事態を巧みについた対応により、反省動議・懲罰動議の審議を許さなかった。
平成4年12月定例会を前にした1992年11月17日に、議会事務局長が公務中に右翼に現金(一部は議長交際費)を渡した(目撃者は朝木明代自身)という抗議申入書を市議会に提出し、マスコミにも広報した。12月9日に議会運営委員会に調査を付託されたが、朝木明代が委員会に提出できた証拠は、自分自身の目撃証言と、朝木明代の質問に事務局長が返答する電話での会話(事前の許諾なしに録音されたもの)のみであった。この件に関する委員会報告は12月18日に予定されていたが、同日、報告が近づくと朝木明代は「議事日程追加の動議」を提出したが不成立となり、議会運営委員長は予定どおり「そのような事実を確認できなかった」と報告した。翌12月19日には「猛省を促し、陳謝を求める決議」が提出され、このときも朝木明代は除斥に応じず議場に留まっていたが、審議続行の動議が提出されて決議は採択された。朝木明代は陳謝を拒否し、現金譲渡が事実であることを前提にした質疑(現金譲渡に伴う領収書・出金伝票の監査について)を行って決議に酬いた。『東村山市民新聞』は「ムラ議会ご乱心決議」と報じ、朝木明代は「市議会議長・副議長の議事整理と決議内容の広報により名誉を毀損された」として提訴したが棄却された(後に確定)。この裁判において、朝木明代は録音テープと反訳を証拠として提出した。議長らは提出に反対はしなかったが、現金譲渡を裏付けるに足らないと従来どおり主張した。このことを『東村山市民新聞』は「右翼への議長交際費支出を示す証拠を、ムラ議長側が、第1審で認める！」との見出しの記事で報じた。同僚議員23名が1994年5月に配布した『超党派で作る新聞』(第3号)で「市民に誤解させることをねらった姑息なトリック」と批判すると、朝木明代らは名誉毀損で提訴したが、これも棄却された。

### 環境保全・リサイクル問題
1991年から1992年にかけて、市議会では数度にわたって、花菖蒲の名所として知られる北山公園の再生整備計画に関して質疑が行われた。事業手続きに不備があったことに加え、生態調査の不足や施工におけるコンクリートの多用、水源の水量予測（湿地環境を維持できる水量の確保が、焦点の1つであった）、住民参加の不足などの見直しを求める声が市民の一部から上がり、市議会の質疑においては共産・社会・社民連も再検討を求めた。朝木明代は、質疑の過半を再検討を求める市民運動・議員の批判に費やし、自民・公明とともに再生整備計画に賛成した。
1991年のリサイクル法（資源の有効な利用の促進に関する法律）制定をうけて、1992年にリサイクル条例を新規に制定することを求める直接請求のための署名活動が行われた。これに対して、市は、清掃条例改正によってリサイクル法に対応する方針を示していた。署名活動が始まると、朝木明代は、新条例案を「趣旨不明の問題点がある」「市が条例改正で対応しようとしているから必要ない」、署名活動を行っている市民を「要領を得ない回答に終始」「集合論が理解されていない」と市議会で非難した。東村山市民1万7千人近く（有権者の16%）の署名が集まって本請求が成立、市議会12月定例会において、直接請求による「東村山市資源の再利用の促進に関する条例」案と、市当局による「東村山市廃棄物の処理及び清掃に関する条例」改正案（「東村山市廃棄物の処理及び再利用の促進に関する条例」と改称）が一括審議されると、朝木明代は新条例案への反対を表明し、直接請求によって市が費やした経費や時間を質問した。採決では、朝木明代は、自民・公明とともに新条例案に反対し、市当局による改正案が可決された。
1993年にも「東村山市緑の保護と育成に関する条例」の改正を求める直接請求運動が行われたが、約3200(有権者の3%)の署名で、必要な2%をわずかに超える程度であった。改正案(緑化計画の情報公開を明記し、市民の申出制度を追加、緑化審議会の市民委員に公募委員2名を加える、など)は平成5年7月臨時会で審議された（市長は改正反対の意見を付した）。朝木明代は、請求者を「立法趣旨について条文の読み込みに、取り違いと思い込みがある」、条例案を「的外れ」「粗雑」と批評しながらも、「私は環境保護派」「市民参加、情報公開は推進すべきだという基本理念だけは共通」という理由で賛成を表明した(自民・公明などが反対、共産・社会などが賛成で否決。後述の通り、1992年から朝木明代と公明党の関係が悪化していた)。賛成の表明に続けて、「北山公園再生工事を自然破壊と勘違いした一部グループ」を「不真面目」「自然保護を語る資格なし」などと非難し、名誉棄損を謝罪するよう要求し、北山公園再生工事の詳細に関する質問を列挙した。改正案自体に関する内容の倍を越える文言を費やしたため、議長から議題から外れているという再三の警告を受けたが、そのまま続行したため、発言の停止措置を適用された。

### 市議会共産党との対立
1985年に、矢野穂積は「共産党市議が主宰する青少年育成団体への市の補助金を受けた際に交付要綱違反があった」などとして、市長と共産党市議に対し補助金5万円の返還を求める行政訴訟を起こしたが、要綱に反する点はあるが理由があり、違法とまでは言えないとして却下された(1988年9月16日、控訴・上告も棄却)。1988年の9月定例会で、朝木明代は「法令、要綱を守ろうとしない点が裁判所から厳重に批判された」と判決内容を解説し、「うそ偽りを公の場で発言し歴史として記録に残っている」(原文ママ)と教育長を厳しく戒めた。1989年に朝木明代・矢野穂積は、同じ共産党市議と議会事務局長を建設水道委員会の委員派遣の手続きに関する件で提訴し、和解して訴えを取り下げた後、1990年3月定例会の一般会計予算案への質問の中で、脈絡なくこの訴訟に言及した。前述の市議は「和解内容を勝訴同然であるかのように歪曲して説明した」として発言取消の動議を出し、成立した。朝木明代は、この取消を不当として、東村山市に対し会議録副本発行頒布禁止の仮処分を求め訴えたが却下（抗告も棄却）された。1991年、再選直後の平成3年5月臨時会では「議会運営に抗議する」として、この共産党市議に指定された座席を5時間あまりにわたって占拠した。
1989年11月に『東村山市民新聞』は「共産党が500万円をかけて議員控室を広げることを要求、訴訟の結果100万円で済んだ」と報じた。ただし、訴訟は原告（矢野穂積ら）の敗訴で、平成元年12月定例会で市企画部長が「当初から100万円の予算」と答弁したため、共産党議員から「発言を糾弾する決議」が提出された。朝木明代が地方自治法117条に定める除斥に応じず、議場から退席しなかったため、時間切れで流会となり決議は審議されずに終わった。この12月定例会では、共産党議員の質疑において、傍聴席の矢野穂積が再三にわたり不規則発言を行っている。
1991年2月、市内の社会教育団体の互選により矢野穂積が社会教育委員に推薦されたが、その後の平成3年3月市議会で、共産党の議員が「ある立候補者とそれにつながる現職市議会議員のグループが小規模団体を多数設立し、選出会(規模にかかわらず1団体1票)で委任状により1人3～4票を投じるという、公正とは言えない手段を用いた」と市を追及した。朝木明代は、1人の投票数について事前に制限が告知された事実がないことを確認する質問を行った。共産党議員がその後もこの件を追及する質問を繰り返したのに対し、朝木明代は、相手にせず、速やかに選任することを求める質問をしている。なお、朝木明代も選出会で3票を投じた一人だったという。

### 創価学会・公明党の追及
1992年（平成4年）の半ばごろから草の根市民クラブと創価学会・公明党との関係が悪化した。朝木明代自身の寄稿（1995年）によると、6月の流域下水道協議会で懇親会費の支出に異を唱えて公明党所属の小金井市議と口論になったことがきっかけである。しかし、2001年ごろの矢野らの説明では「1992年に日蓮正宗寺院が草の根市民クラブに創価学会員からの人権侵害を訴えたことから批判を始めた」あるいは「1992年に下水道対策会議問題で批判を開始」となっている。『東村山市民新聞』35号(1992年7月15日)・36号(1992年9月16日)は、「学会を辞めたい」という匿名市民の投書を掲載して「学会員や公明党議員には平気で人権侵害する人がいる」という朝木明代のコメントをつけ、創価学会が日蓮正宗に破門されたこと(1991年11月)を報じている。日蓮正宗は、創価学会は破門により宗教法人の適格性を失った、と破門の直後から主張しており、草の根市民クラブもこれと同一の主張を市議会の質疑・行政訴訟・『東村山市民新聞』・ウェブサイトなどで繰り返すことになる(後述)。
平成4年12月定例会では、上記の「口論」に関連すると推測される2つの陳情、
- 「個人の名誉を著しく傷つけ、且つ、また議員としての職分を放棄する朝木明代議員に反省決議を求める陳情」
- 「朝木議員に対し『女のくせになんだ』という女性蔑視発言を行いながら、潔く取消も謝罪もせず、逆に、朝木議員を的外れに攻撃することで責任をすり変えるなど議員としての資質に欠ける小金井市議会の公明党所属・○○△△(個人氏名、他は原文ママ)議員に反省を求める意見書送付に関する陳情」

が提出された。陳情の審議に先だって除斥を求められた朝木明代は、「公明党、○○議員の一身上の問題であって、私の一身上の問題ではありません」と発言し、議場に留まって陳情の審議を阻止した。
1993年からは、朝木明代は、市議会においても創価学会・公明党の追及に力を注ぐようになる。1993年の平成5年6月定例会では、公明党市議を監査委員（市議会議員枠）に選任する案に対し、「聖教新聞社と創価学会の関係は?」「聖教新聞社は法人か非法人か?」と市長を問いつめ、6月10日の一般質問では、日蓮正宗から破門された創価学会は宗教法人と言えないのではないかと述べ、課税において宗教法人扱いを続けていることへの疑問を呈した。1994年の平成6年9月定例会では、旧公明会館・創価学会東村山文化会館の家屋調査について質問し、1995年の平成7年3月定例会の予算歳出質疑では、東村山市に転入した創価学会脱会者を「創価学会の東村山市の職員が住居を探し当てて尋ねてきた（原文ママ）」ことを追及した。
1995年には『週刊新潮』(2月9日号)に朝木明代・矢野穂積への取材を主なソースとした特集記事「創価学会に占領された東村山市役所のゆがみ」が掲載された。並行して、『東村山市民新聞』で「公明党・創価学会は政教一致で憲法20条違反」と主張した。平成7年3月定例会で、公明党議員がこれらを非難すると(1995年3月17日)、朝木明代は、3月22日の質疑で「弁明すればするほど、かえってみずから立証してみせてくれた。手間が省けた」と反論した。また、公明党議員が矢野穂積を「裁判マニア」などと呼んだことに対し、市の法的責任を追及した。

### 万引き容疑
同じ1995年6月、朝木明代は、東村山市内の店で発生した万引き事件(6月19日)の被疑者として、警視庁東村山警察署で3回(6月30日・7月4日・7月12日)にわたって取調べを受けたが、一貫して否認した。初回の取り調べ当日夜に、朝木明代は矢野穂積とともに「『東村山市民新聞』の取材」として被害届を出した理由を問うために店を複数回訪問している。二人が即座に店を特定できたことから、朝木明代が実際に万引きをしたか、警察官が朝木明代に店が特定できる情報を提供したか、どちらかであると思われる(朝木明代は、万引き事件の存在を6月30日の取り調べで初めて知ったとしている)。7月4日の取り調べにおいて、朝木明代は、万引きのあった時間には同僚の矢野議員と食事をしていたと主張し、レストランから受け取ったレシートのコピーを提出した。しかし、裏付け捜査の結果、レシートのコピーは後日にレストランに請求して受け取ったレジジャーナルのコピーであること、朝木明代の供述とレシートの記載内容・レストラン店員の記憶に不整合があることが分かり、アリバイ工作を行ったと見なされて7月12日に書類送検された。送検直後に朝木明代は「創価学会員である店主が創価学会の意を受けて万引き事件をでっち上げた」とのコメントを報道各社に出して『夕刊フジ』『日刊ゲンダイ』『週刊朝日』『週刊ポスト』で報じられ、8月3日には店主を名誉毀損罪で刑事告発した。また、『週刊新潮』(8月17・24日合併号)は「朝木事務所に万引き事件は替え玉を使った陰謀だという情報が寄せられている」という矢野の談話を掲載した。朝木明代の転落死(下記)により、万引き被疑は被疑者死亡による不起訴となった(1996年3月)が、その後は、矢野・朝木直子が万引きでっち上げの主張を続けることとなる。
店主は、事件時の朝木明代の服装「グリーングレーのパンツスーツに黒の襟の立ったチャイナカラーのブラウス」と証言した。朝木明代は、万引事件（3時15分ごろ）の約1時間前に銀行ATMで送金をした。ATMの監視カメラが捉えた明代の服装は、店主の証言とほぼ一致していたという。矢野らは、この映像を参考にして遺品の衣服（ただし、襟の形・スーツの色など店主の証言とは食い違うもの）を選定して朝木直子に着せ、監視カメラと同等のカメラで撮影した写真を「再現写真」と呼んだ。「再現写真」を見た東村山署元副署長は「服が同じか断定できないが、雰囲気としてよく似ている」と述べ、店主は「服装の雰囲気が違うような気がする」と述べた。
矢野らは、
1. 店主の証言と「再現写真」では朝木明代の服装が食い違う
2. 元副署長は「雰囲気が似ている」、店主は「雰囲気が違う」と供述が食い違う

ことが冤罪の最大の証拠だとしている。また、万引き現場を通りかかった目撃者の1人が証言した服装「黒っぽいスーツ姿」とも矛盾する、としている。
当初に主張したアリバイ（レストランでの食事）について、矢野・朝木直子は、レストランへ行った日付・時刻に関する記憶が間違っていた可能性を認めておりあいまいな記憶に基づいて詳細なアリバイを主張し、レシートを証拠として提出したことになる。後日の民事訴訟(#訴訟の応酬を参照)においては、矢野らは「アリバイの主張は故意(アリバイ工作)ではない」「アリバイの主張に矢野は関与していない」と主張した。

## 転落死
万引き被疑についての地検事情聴取を控えた1995年（平成7年）9月1日午後10時ごろ、朝木明代は東村山駅前のビルから転落した。ビルの下で倒れていた朝木明代をビル1階のハンバーガー店の女性店員が10時半ごろに発見し、救急搬送されたが、搬送先の防衛医科大学校病院救命救急センターで9月2日未明に死亡した。東村山署が捜査を開始し、新聞各紙が転落死の事実を報じたが、原因については自殺の可能性あるいは自殺・他殺の両方の可能性に触れた程度であった。

### 謀殺説と各界の対応
朝木明代の死については不可解な点が存在したことから、親族、支持者を中心に何者かによる謀殺、他殺説を主張。マスコミ、政局などにも利用され、その矛先が朝木が追求していた創価学会に対し向けられた。

### 矢野穂積・朝木直子らが主張する謀殺説
矢野穂積・朝木直子らは、事件直後から
1. 朝木明代は1992年から創価学会および公明党の批判を展開していた(#創価学会・公明党の追及を参照)。また、矢野らによると、創価学会からの脱会者の救済もしていた[49]。
2. 9月3日には高知の創価学会関係のシンポジウムで講演する予定であった
3. 矢野らによると、明代の性格として自殺はあり得ない
4. 事務所・自宅（ともに、転落現場から徒歩数分以内にある）に遺書はなく、事務所は照明・エアコンがついたままで、やりかけの仕事が中断した状態だった。財布等の入ったバッグも置いたままだった。警察や第三者の調査が行われなかった(後述)ため、事件前後の事務所・自宅の状況は、矢野・朝木直子らの証言のみが根拠である(裏付けとなる写真等も公表されていない)。矢野は9時19分までに事務所に戻って朝木明代が自宅からかけた電話を受けた。明代は「ちょっと気分が悪いので休んで行きます」と伝え、矢野は「ハイハイ」と答えた。朝木直子は10時30分頃に自宅と事務所に戻って状況を見ており、事務所は無人だったという[50]。
5. 朝木明代の靴・鍵束は転落直後の現場捜索では発見されなかった。鍵束は、捜索後の9月2日夕方になってビル2階の焼肉店裏口付近で発見されたが、靴は発見されなかった。朝木直子は、TBSの報道番組(後述)で「(明代が持っていた)靴は多数あり、靴がなくなったかどうか分からない」「人通りが多い道を裸足で歩けば人目につくはずだ」と述べている。一方、矢野によると「後になって靴が転落したビル6階の空き部屋から発見された」という話があるという[51]
6. 矢野らによると、事件の2年ほど前から朝木明代や周辺の人物に対する嫌がらせや脅迫(いたずら電話、放火、ポケベルに入った不吉なメッセージと読むことができる数字列、など)があり、一部については創価学会員によることが判明しているという（ただし、その多くは、矢野・朝木直子の証言以外に根拠がなく、これらの事実が争点の1つとなった『東村山市民新聞』名誉毀損訴訟の判決では「事実の存在自体が確定できないものが多い」「仮に事実だとしても、創価学会または創価学会員によると確定できないものが多い」と判断された。）
7. 転落現場の手すりには明代のものと思われる指の跡がある（擦った跡であり、指紋は採取できなかった）。これは、落下に抵抗したことを示している。

などを根拠に
1. 謀殺である
2. 創価学会が関与している

と主張した。この2つは常にセットで述べられ、『東村山市民新聞』記事では、両者を混同しやすい見出し・記事構成が使われていた。しかし、「創価学会が謀殺に関与」という直接的な表現は避けられており、後日の訴訟で、矢野らは、後者は「謀殺にいたる間のさまざまな事件に関与した」の意であると主張した。矢野らへの取材や記者会見を元にした記事のいくつかは、矢野らが創価学会の謀殺への関与を主張したかのように報じた。
- 矢野・朝木直子・朝木大統への取材に基づく『週刊現代』(9月23日号)記事「夫と娘が激白!『明代は創価学会に殺された』」
- 創価学会の解散を求めて提訴(後述)した際の記者会見での矢野のコメントを「殺された側の反撃」と報じた『The Japan Times』記事

矢野らは、これらの記事に対する訂正要求・抗議は行わず、国家公安委員長宛ての請願に上記の『週刊現代』記事を添付した(後述)が、同記事が名誉毀損であるとして提訴されると「取材を受けた事実はなく、記事は編集者の想像によるもの」と主張した(後述)。

#### 週刊誌・月刊誌などが唱えた謀殺説
矢野・朝木直子らは謀殺説をマスコミ取材やライターの乙骨正生を通じて広めた。謀殺説はマスコミの関心を集め、『フォーカス』(9月13日号)・『週刊現代』(9月23日号)・『週刊新潮』（9月14日号・10月12日号）をはじめ、週刊誌や月刊誌、テレビ・ラジオ番組で謀殺疑惑が取り上げられた。事件は米国タイム誌アジア版(11月20日号)の創価学会・宗教法人法改正を扱った記事の導入部でも紹介された。。創価学会は『週刊現代』・『週刊新潮』の記事に対する反論を機関紙『聖教新聞』(9月21日付)・系列誌『潮』(11月号)に掲載して謀殺説を批判し、万引を隠蔽するためのアリバイ工作が露見したことを苦にした自殺の可能性が高い、と主張した。

#### TBSの報道番組が主張した謀殺説
TBSテレビは、夕方の報道番組『JNNニュースの森』で1995年10月6日から2回にわたって転落死事件を「極めて不可解な謎」とする特集(それぞれ約10分)を組んだ。1回目の特集は朝木直子と矢野の談話を中心に構成され、朝木明代が市政の不正を厳しく追及していたこと、遺族が他殺を確信していることを紹介し、矢野らの主張する他殺の根拠(上記)を列挙した。万引き被疑事件について、朝木直子は「完全なでっち上げ」、矢野は「レシートのコピーは証拠ではなく参考資料として出した。後から訂正したのでアリバイ工作ではない」と述べ、番組は「最も本質的な自殺の動機が分からない」と結論している。
2回目の特集の主な内容は、次の4点であった。
1. 転落時の着衣の臀部部分を横断する白い筋について検証した(1回目の特集でも謎の1つとされていた)。矢野は、ビルの手すりに擦れて付く塗料の跡と似ており、身体が縦になって落ちたとすると手すりの跡が横方向につくのは不自然だと指摘した。TBSが依頼した検査機関が赤外分光法による検査を行った結果、血液や汚れ以外は検出されず、白い筋は摩擦によってできた「生地のすり傷」と推定された。この件について、以後、矢野らが他殺の証拠として言及することはなかった[注釈 16]。
2. 事件直前に朝木明代から矢野にかかってきた電話の録音テープの鑑定を鈴木松美に依頼し、鈴木は周波数の変動が「極限の興奮状態で発せられた声」を示していると鑑定した。
3. 倒れている朝木明代とハンバーガー店の店長・女性店員との問答の内容をニュースの森ではテロップ付きで

- 発見者「大丈夫ですか」
- 朝木「大丈夫」
- 発見者「落ちたのですか」
- 朝木（首を横に振った）
- 朝木「いいです」

と紹介、その後ハンバーガー店のオーナーが記者会見で説明するシーンに入るが「この人物、実は当事者ではない」というナレーションが入った。取材班は女性店員の自宅を訪れて取材を申し入れたが「もうタッチしないことにしている」「全部警察に話した」と断られ、最後は、関係者と名乗る人物が「社長(オーナー)から、もう関係ないんだから何も言うなと言われている」と話すシーンで結ばれ、最後はニュースキャスターのナレーションが入り後ろではメジャーを持った鑑識員が現場へと向かう姿が放送され結ばれている。

#### 自民党・共産党など政界の対応
新進党に加わっていた旧公明党勢力と背後の創価学会に対し警戒と攻撃を強めていた自民党も、早くからこの事件に着目し、亀井静香(党組織広報本部長)・白川勝彦が警察庁・警視庁に自殺として処理しないことを求めたという。11月の衆議院・参議院の「宗教法人に関する特別委員会」においては、自民党所属の議員が、乙骨正生が『文藝春秋』(11月号)に執筆した「東村山市議怪死のミステリー」を主な根拠として転落死事件の捜査手法に疑問を投げかける質問をした。質問は、
- 朝木明代が創価学会をきびしく批判追及していて創価学会からの嫌がらせを受けていた
- 転落死を自殺とするには疑問な点がある
- 上記にもかかわらず東村山署は副署長を先頭に自殺と決めつけて捜査している

など矢野・朝木直子らの主張をほぼそのまま紹介していた。
以前から創価学会との対立を抱え、乙骨正生と親密だった共産党中央も矢野・朝木直子の支持に回った。矢野らによると、事件直後に共産党の正森成二衆院議員からの協力を得ており、共産党衆院議員の一人が、草の根市民クラブに批判的な東村山市議会の共産党市議を詰問したという。

#### 日蓮正宗・幸福の科学など宗教界の対応
9月18日に、矢野・朝木直子らは創価学会と対立する日蓮正宗の龍年光と連名で深谷隆司国家公安委員会委員長宛に、創価学会の関与を指摘した「龍年光(元・公明都議)襲撃事件及び朝木明代(東村山市議)怪死事件の真相解明を求める請願」を提出した。11月24日には、矢野・朝木直子らが、日蓮正宗に破門されたことを理由に宗教法人法による創価学会の解散命令を求めて提訴した。報道によると、記者会見で矢野は「(解散請求は)殺された側の反撃の第一歩」と述べたという(その後、矢野・朝木直子らは、この提訴について一切言及しなかった。聖教新聞によると、審問への出席を拒んだまま1996年9月に申し立てを取り下げたという)。11月25日には、矢野らの主催による「東村山・朝木市議殺人事件糾明集会」が日比谷野外音楽堂で行われ、主催者側発表によると1万2千人以上が集まったという。
創価学会を「宗教の敵」と見なしていた幸福の科学も謀殺説を強く推し進めた。系列出版社が11月に『創価学会を折伏する!―第二の坂本弁護士事件 東村山市議殺人事件徹底糾弾』を出版した。

### 謀殺説の新たな根拠
矢野・朝木直子らは、『東村山市民新聞』・創価問題新聞(ウェブサイト)・東村山市民新聞ウェブサイト・著書『東村山の闇』(第三書館 2003年)・反創価学会系のメディア・民事訴訟(#訴訟の応酬を参照)を通じて謀殺説の主張を続けた。『東村山の闇』では、犯人グループが朝木明代を自宅で拘束し、事務所の矢野に電話をかけることを強制してから現場に連行して突き落とした、という推理が示されている。

#### 司法解剖鑑定書
矢野らは、司法解剖鑑定書にあった左右の上腕内側の皮下出血による変色部の記述を他殺の最大の証拠としており、
1. 司法解剖鑑定書に、他人と争った跡である(と矢野らが推論する)左右の上腕内側の皮下出血による変色部の記述がある
2. 警察・検察は、当初、(司法)解剖をしない(で行政解剖を行う)つもりだった
3. 捜査担当者は、(他人と争った跡であると推定されるような)変色部はなかったと言い張った

の3つを、法廷ではカッコ内を略さず主張し、市民に対してはしばしばカッコ内を略して広報した。
司法解剖鑑定書には、左右の上腕内側の皮下出血による変色部について、部位と長さ・幅の記載がある。変色部の詳細な写真や形状・濃度の記述はなく、原因についても触れられていなかった。矢野らは、2000年ごろからの民事訴訟で「法医学の常識から、変色部は他人と争った跡と推定できる。従って他殺であることの証拠である」と主張した。その後、矢野らは、山形大学名誉教授の鈴木庸夫の意見書・鑑定書・鑑定補充書を訴訟において証拠として提出した。鈴木は司法解剖鑑定書と矢野らの提供した関連資料を検討して「内出血の形状は楕円形」と推論し「他人と揉み合って(争って)上腕を強く掴まれた可能性も推認できる」とする意見書を矢野らに与え(2006年)、さらに、「～が最も考え易い」とする鑑定書(2008年)、「～以外には考えられない」とする鑑定補充書(2009年)を矢野らに与えている。
一方、法廷外では、矢野らは、司法解剖鑑定書の記述と矢野ら及び鈴木による推論とが混同されやすい記述で広報を行った。『東村山市民新聞』は「司法解剖の鑑定書に(中略)何者かに上腕をつかまれ争った跡が遺体に鮮明に残っていたことが書かれている」と報じ、長方形の変色部2個所が図解された遺体のイラストを掲載した。また、矢野・朝木直子の著書『東村山の闇』を読んだ乙骨正生は、同書の中で明らかになった新事実として「司法解剖の鑑定書に争った跡である皮膚変色部の存在が記載されていた」ことを挙げている。なお、上記の意見書以降、矢野らは「変色部の形状は楕円形である」と主張し、『東村山市民新聞』に掲載した長方形の変色部を示す図解は「おおよその位置と大きさを表したもので、具体的形状を図示したものでない」と説明している。
捜査の指揮に当たった東村山署副署長は、矢野らが『聖教新聞』の記事を名誉毀損で訴えた裁判で「争った跡と考えられる変色痕はなかった」「司法解剖で見出された変色痕は争った跡ではないと認定した」と証言した。ただし、矢野らは月刊誌『潮』の記事を名誉毀損で訴えた裁判での証言であるとしている。矢野らは『東村山市民新聞』142号(2005年10月)で「司法解剖鑑定書に記された上腕内側部の皮下出血の痕がなかったと嘘を言い続けている」と報道し、矢野が運営する地域FM局のニュース番組でも取り上げた。
矢野らは、司法解剖鑑定書の第1章・緒言に「被疑者氏名不詳に対する殺人被疑事件につき司法解剖が行われた」旨の記載があることも強調している。死因の究明が必要な遺体に対して、犯罪性がないと推定される場合は遺族の合意が必要な行政解剖、犯罪性があると推定される場合は強制力のある司法解剖が行われる。『週刊現代』の取材に対する朝木直子の証言によると、検察・警察は(司法解剖ではなく)行政解剖を行おうとしたが、朝木直子らが拒否して自前で解剖を行う意思を示すと、急遽司法解剖に変更となった。矢野らは、上記の事情を「警察は最初は解剖する意思がなかった」と広報した。

#### 現職警察官の内部告発と地検の対応
ジャーナリストの瀬戸弘幸は東村山署現職警察官の内部告発として「朝木の死は「自殺」ではなく「他殺」であり、東村山署では殺害した犯人3名を特定したが、検察からの捜査終了の圧力がかかり捜査を断念せざるをえなかった」という内容を公表。
また、遺族は警察が捜査終了宣言を出したため検察に捜査に望みを託していたが、転落死事件の担当検事が創価学会員だったことが判明した。通常、警察・検察は担当事件や捜査に関係する人間や団体は捜査担当から外れるのが原則だが、今回はその原則から外れている。
ジャーナリスト内藤国夫は「創価学会・公明党は、学会と距離を置いたり、学会がらみの事件を調査しようとする警察幹部がいると、徹底して出世の妨害をする。絶対に捜査指揮権を持つ署長や副署長にさせないのです。逆に学会にとって都合のいい警察官は昇進の応援をする。そのため警察は創価学会がらみの事件には触らないという風潮が出来上がってしまった。それゆえ、警察は朝木事件の解明に及び腰なのだ」と指摘した。

#### 創価学会の内部告発
創価学会元幹部の高倉良一は東村山市議の死は自殺では無く創価学会による殺害犯行であると創価学会元副教学部長より聞いたと裁判で証言している。元副教学長によれば飛び降りが起きた当日、創価学会最高幹部の命を受けた暴力団員2名が朝木に創価学会に敵対する活動を止めなければビルから突き落とすと脅し殺さない予定であったが、暴力団員は誤って朝木を突き落としてしまったため創価学会幹部へ相談、幹部は「朝木のことは自殺として警察に処理させるからほとぼりが冷めるまで身を隠せ」と暴力団員に命じたという。

#### 他の根拠
他に、矢野らは、以下のような新たな証拠を他殺あるいは創価学会関与を示すものと主張し、著書『東村山の闇』・広報紙『東村山市民新聞』やウェブサイトで喧伝し、それらのごく一部のみを民事訴訟での主張の根拠とした。
1. 鈴木松美による事件直前の朝木明代からの電話音声の鑑定書(上記のTBS報道番組と同趣旨)に「極度の緊張状態」とある。
2. 矢野らが作成した「店長の共同記者会見テープの反訳」によると、ハンバーガー店店長の問いかけに対し、明代は「大丈夫ですか?」「大丈夫です」「飛び降りたのか」「飛び降りてはない」と自殺を否認した。反訳は会見の途中までで中断しており、店員の問いかけに対して明代が救急車を断った部分(自殺の根拠の1つとされた)は含まれていない[68]。なお、転落死直後の新聞報道では、救急車を断ったことを記述しているものも、いないものもある[69][70]。乙骨正生によると、朝木直子は店員と接触して警察から圧力を受けていたことを聞き出したという[71]が、裁判での主張も含め、矢野らがこのことに言及したことはない。
3. 朝木明代の鍵束は、後になって、階段2階の踊り場付近の焼肉店裏の使用済みお絞りに紛れ込んだ状態で発見された。矢野らによると、鍵束があった場所の詳細を事件後15年も捜査関係者が隠匿しており、東村山署副署長が西村修平を訴えた裁判で露見した。ただし、事件の2ヶ月後に第134回国会 衆議院宗教法人に関する特別委員会(1995年11月)で警察庁刑事局長が「階段の二階の踊り場の(中略)焼肉店のいつもお絞りを入れているケースの中から発見された」と答弁している。矢野らは、国会質疑の直後、「国会が東村山警察・副署長らを厳しく追及」と『東村山市民新聞』71号のトップで大々的に報じていた。
4. 転落死事件当時、事件の担当検事及び担当検事の指揮に当たる東京地検八王子支部長は、ともに創価学会員であった[72]。両検事は事件の書類送検(1995年12月)後に人事異動で転出し、別の検事が捜査を進めて「他殺の確証なし」として終結した[73]。
5. 月刊誌『潮』の記事を矢野らが提訴した裁判の地裁判決に「(自殺と見る余地は十分になるが)なお亡明代が自殺したとの事実が真実であると認めるには足りず、他にこれを認めるに足りる証拠はない」というくだりがある。矢野らによると、上記の文章は自殺の可能性を否定して他殺と認定している[74]。
6. 『潮』裁判(上記)において、東村山署副署長の証言の一箇所(朝木明代らがアリバイ工作をした疑いがあることを広報したかどうか)について「この点に関する供述は信用することができない」と認定された。矢野によれば、これは裁判所による副署長の人物評価であり、裁判所が「副署長の主張の全てが信用できない」「副署長は虚言癖を持つ」と認定したことに等しい[75]。
7. 事件の1ヶ月半前(7月16日)に、矢野が、多数の目撃者の前で創価学会員から襲撃され暴行を受ける事件が起き、『週刊新潮』でも報道された。9月21日に矢野が襲撃犯の少年(当時)を見つけ警察に通報、『週刊新潮』の取材により少年の身元を突き止めて3年後に損害賠償請求した。矢野の記憶以外に証拠がなく、刑事は不訴追・民事訴訟も棄却された[76]。[注釈 23]。
8. 矢野によると、朝木明代が4人の人物によってビルへ連れ込まれるのを見たという証言がある[注釈 24]
9. 朝木直子が選挙公報に記載した「殺された母・朝木明代の遺志を継ぐ」を宇留嶋瑞郎らが「虚偽記載」として告発したが、不起訴となった(1999年8月31日)[77]
10. 『週刊現代』の記事「夫と娘が激白!『明代は創価学会に殺された』」を名誉毀損として創価学会が講談社と朝木直子らを告発したが不起訴となった(1998年7月)[78]。[注釈 25]。
11. 矢野がたまたま耳にしたという「創価学会側が事件に関与した疑いは否定できないということで、不起訴(前項)の処分をきめたんですよ」という検察官の発言（矢野の記憶以外に裏付けがなく、発言の相手とされた弁護士も、矢野が『潮』『創価新報』の記述に対して提訴した裁判において発言の存在を否定する陳述書を提出した（『フォーラム21』名誉毀損訴訟においても言及された）。）矢野は陳述書によって「虚偽事実を主張し裁判所を欺罔する人物との事実を摘示」されたとして弁護士を名誉毀損で提訴したが棄却された[79]。矢野は、記述中に検察の処分日付の間違いがあるため陳述書全体が信用できないと主張したが、容れられなかった。不起訴直後の『東村山市民新聞』97号(98年9月)では、検察官の発言を「創価関係者が、朝木議員殺害までに至る事件・嫌がらせに関与した疑惑は否定できない」と報じたが、後の矢野の証言では、同じ発言が「創価学会側が（謀殺）事件に関与(以下略)」に変わった。
12. 矢野らの解釈によると、創価学会が『FORUM21』掲載記事を提訴した裁判において最高裁が他殺説を認めた[注釈 26]
13. 『国会タイムズ』誌が、創価学会幹部が暴力団組長に学会批判者(「死亡(自殺?)したA氏」を含む5名)の暗殺を依頼(1人20億円)をした場面の隠し撮りビデオが存在する、という噂を「真偽は不明だが」と注釈しつつ報じた(1997年5月)。また、『月刊現代』(2004年2月号)の魚住昭執筆記事でも「村上正邦の元側近」が類似内容の証言をしている(ただし、5名ではなく「亀井静香ら4名」とあった)。両記事を引用して「A氏に朝木明代が当てはまる」とする記事を『FORUM21』が掲載した[80]。[注釈 27]。なお、上記の暴力団組長は2010年5月に出版した自伝[81]の中で「ビデオを撮られていたことは後になって聞いた」「会話内容は憶えていない」「ビデオの行方は伝聞でしか知らない」と言及した。矢野らによると、以上の経緯は「朝木明代らの殺害を依頼した『暗殺依頼密会ビデオ』の存在がいくつかのメディアで報道されていた」「著書の中で、このビデオが存在したという事実に言及している箇所がある」と要約され、謀殺を決定づける証拠である[82]。また、矢野らは、上記の『FORUM21』記事について「同誌の別記事を提訴した創価学会がこの記事を提訴しなかったのは、事件関与を認めているようなもの」[83]としている。
14. 2006年2月5日早朝に、中年の男が朝木直子宅のサンルームのガラスを中年男が怒鳴りながら繰り返して蹴った(ガラス等に被害はなかった)。男は通報で駆けつけた警官に現行犯逮捕されたが、泥酔の上の偶発的犯行とされて不起訴となった。矢野らは、この事件は朝木直子を狙った計画的犯行であると主張し、ウェブサイト・『東村山市民新聞』・多摩レイクサイドFMで「これではっきりした十一年前の朝木明代議員殺害事件の真相」など大々的に取り上げ、平成18年東村山市議会3月定例会(2006年3月3日)の一般質問でも脈絡なくこの事件を紹介した。計画的犯行とする根拠は、パトカーで連行されるところを目撃した矢野の「とても酔っ払いには見えない」とする証言[84]である。
15. 創価学会は、懸命に他殺を否定したり、自殺を主張している[85]。矢野らによると、殺害に無関係であれば、殺害への関与をほのめかされたとしても無関心を保つはずである。
16. 矢野らによると、謀殺説に反論する者、矢野・朝木直子らの言説や行為を批判する者は「創価御用ライター」ないし「親創価ネット族」「創価系ネット族」であると推定される。

矢野らは、これらの根拠によってすでに他殺は確定した、としており『東村山市民新聞』などで懸賞金1000万を出すとして犯人逮捕につながる情報の提供を募集していたのを「実行犯の絞り込みが進んでいる」として2008年12月に終了している。なお、上述のように、矢野・朝木直子は、「創価学会が捏造・謀殺に関与した」という表現を避け、意図の不明な反復の多い錯綜した構文によって、事実の摘示と意見・論評の線引きやつながりをあいまいにしつつ、創価学会の関与をぎりぎりまで示唆するようにしている。

### 警察・検察による捜査の終結
謀殺疑惑が広がった状況下で転落死事件の調査を続けていた東村山署は、
1. 落下現場と推定される非常階段付近に争った痕跡がない
2. 現場のビルは駅前にあり、転落は夜10時ごろと推定される。人通りが多く目撃されやすい場所を選んで拉致連行しビルから突き落としたというのは殺害目的としては不自然であり、そのような条件にもかかわらず連行・争闘の目撃者もなかった(落下時と思われる悲鳴を聞いた人はいた)。また、殺害犯は、落下したものの息があった朝木明代を放置して現場から去ったことになる。
3. 事件の夜に朝木明代が転落現場付近を単独で歩いていたという目撃証言がある
4. 遺体の検視・司法解剖の結果、朝木明代の身体には、落下による損傷の他には争ったり抵抗をした痕跡は見られなかった。
5. 血液からエーテル、クロロホルム・吸入麻酔剤・劇毒物・アルコールなどは検出されず、倒れている朝木明代は意識を保っていた。
6. 倒れている朝木明代はビル1階のハンバーガー店店長および店員（第一発見者）と問答を交わしたが、突き落とされたことを訴える言動はなく、救急車を呼ぶのを断った。店長が明代に「大丈夫ですか」と声をかけると、明代は「大丈夫」と答え、店長が「落ちたのですか」と尋ねると首を振って「違う」と否定した。店員が「救急車を呼びましょうか」と申し出ると「いいです」と断ったという。矢野らは「落ちたのですか」「違う」の部分は「飛び降りたのか」「飛び降りてはない」と主張している（後述）。

などの根拠から自殺寄りの判断(「犯罪性は薄い」)をして書類送検(1995年12月)、東京地方検察庁も1年半後に「自殺の可能性が高く、他殺の確証なし」と結論した（1997年4月14日）が、自宅や所属会派事務所の立ち入り調査が行われなかったこと、朝木直子が事情聴取に応じなかったことなどもあり、原因を断定するに十分な証拠は得られなかった。後日の民事訴訟で、当時の東村山署元副署長が「矢野が事務所の調査を、遺族が自宅の調査を拒んだ」と証言したのに対し、矢野らは「捜査を拒否した事実はなく、捜査申入書も捜査令状も存在しない」と反論した。なお、「捜査」は犯罪性があると推定された場合に任意または強制(令状を要する)で行われ、「調査」は犯罪性が推定されない場合に任意で行われる。段勲は、事件の少し後に転落現場付近で拾得された携帯電話を入手、転落死事件との関係がないかと考えて保管し続けているという。
『東村山市民新聞』84号(97年5月1日)は、地検発表直後の4月25日に矢野が松浦功法務大臣らと面談した結果を「法務大臣(によると)自殺と言えない」「自殺説崩れる!」との見出しで報道した。5月31日の公明新聞が、旧公明党（当時新進党）所属の国会議員の問い合わせに対して法相が「矢野に発言を捏造された」と答えた、と報じると、矢野は平成9年東村山市議会6月定例会(1997年6月11日)の一般質問の中で公明新聞記事を「誹謗中傷」と非難したが、法相らの見解を「自殺とも他殺とも言っていない」「強く自殺断定説を明確に否定した（原文ママ）」と、前述の『東村山市民新聞』記事見出しと微妙に変えて説明した。

### 朝木の死後に行われた訴訟
朝木の裁判は謀殺説・自殺説を争う裁判のほか、多数提起されており、謀殺説側が勝訴したものも、自殺説側が勝訴したもの、それとは無関係のものもある。しかし、裁判の結果が本件の捜査に影響したことはなく、死因は自殺のまま再捜査は行われなかった。
ここにあるのは訴訟の一例である。

#### 創価学会による名誉毀損訴訟
謀殺疑惑が広まったあと、創価学会は『週刊現代』・『週刊新潮』・『東村山市民新聞』の記事に対して、それぞれ名誉毀損で提訴し(1995年～1997年)、3つとも学会側が勝訴(確定)している。『東村山市民新聞』では矢野・朝木直子が被告、『週刊現代』の裁判では雑誌関係者と朝木直子父娘、『週刊新潮』の裁判では雑誌関係者のみが被告となった。
『週刊現代』の裁判では、朝木直子らは、一審の途中から「週刊現代の取材は受けていない」「週刊現代が朝木直子らの言葉を捏造した」と主張した。一審判決では「取材を受けたことは確かだが、名誉毀損となる部分の掲載を完全に了解していたとまでは言えない」とされ、朝木直子らは勝訴、週刊現代だけが敗訴したが、控訴審判決では掲載を予期・期待していたと認定されて両者ともに敗訴となった。ただし、判決で命じられた謝罪広告の掲載は無視している(講談社のみが掲載)。『週刊新潮』の裁判では、矢野が新潮側からの証言要請を拒否し、新潮側はなすすべもなく敗訴して控訴も断念した。
『東村山市民新聞』裁判では、矢野・朝木直子は、自殺と断定できないこと、草の根市民クラブが創価学会と対立していたことの根拠を示したが、創価学会が関与したとした根拠を示さず、「万引捏造・謀殺に関与したとは記述していない」と主張した。しかし、見出し・記事構成により全体として印象づけることを意図したと認定されて敗訴し「貴会が、故朝木明代の万引き事件のねつ造及び同人の殺害に関与した事実は存在せず、右記事は事実に反しているものでした」とする謝罪広告を『東村山市民新聞』126号(2002年5月)第1面に掲載した（ただし、「司法と創価学会の癒着」を告発する証拠としての掲載であった）。また、万引きでっち上げ説を主張する『東村山市民新聞』の記事も、万引き被害を届け出た店主に名誉毀損で提訴されて(1997年)敗訴している。
ジャーナリストの瀬戸弘幸も矢野・朝木直子に倣って「創価学会による捏造/謀殺」という表現を注意深く避けていた。しかし、瀬戸の協力者の一部は、さらに踏み込んで「創価学会による捏造/謀殺」をウェブサイトや街宣で主張した。彼らのうち2名は、2009年6月14日に東村山市・東大和市で「創価学会による犯罪、殺人事件」「万引きをしたんだという事件をでっち上げました」との街宣に及び、創価学会から名誉毀損で提訴されるにいたった。裁判で、2名は、殺人や万引捏造を立証する根拠は示さず、街宣の音量が小さかったことや他者の街宣に相槌を打ったに過ぎないことの主張に力点を入れたが、2010年7月30日 敗訴して連帯での110万円の損害賠償の支払いと指定された地域・内容の街宣の禁止を命じられた(2011年4月21日 控訴審で控訴棄却)。

#### 矢野・朝木直子による名誉毀損訴訟
『聖教新聞』・『創価新報』・月刊誌『潮』・『月刊タイムス』に掲載された万引き・アリバイ工作・自殺を主張・示唆する記事を矢野・朝木直子が名誉毀損で提訴した(1996年～1999年)。『創価新報』に対するものを除く3つの裁判では、創価学会や雑誌発行者・編集者、執筆者だけでなく、店主や東村山署副署長(当時)も「取材への回答によって名誉毀損に加担した」として責を問い、店主と東京都(副署長の所属する警視庁の所轄自治体)を被告に加えた。矢野らや週刊誌による名誉毀損行為への正当な反論行為であったかどうかが争点となった『聖教新聞』の裁判を除く3つでは、万引き・アリバイ工作・自殺の真実性・相当性が争点となり、いずれも「真実と断定するには足りないものの根拠は十分にあり相当性が認められる」とされた。また、矢野らも、相当性を認めた判決に対して控訴せず、確定するに任せた(ただし、矢野のアリバイ工作関与の部分についてのみ控訴)。結果として、『聖教新聞』・『潮』・『創価新報』についての請求は全て棄却されたが、『月刊タイムス』に対しては、後述するように一部の請求(いずれも、万引き・アリバイ工作・自殺の事実認定とは直接関わらない)が認められた。
1998年に宇留嶋瑞郎が『民主主義汚染』を出版し、万引きでっち上げ説・謀殺説と矛盾する多数の事実を記述すると、矢野・朝木直子らは『東村山市民新聞』94号で「余りにひどい内容なので現在、近々提訴予定（原文ママ）」と報じたが、実際には提訴しなかった。矢野らは、出版前に名誉毀損・誹謗中傷になることを宇留嶋に直接「忠告」し、宇留嶋は訴訟を受けて立つ態度を示したという。『月刊タイムス』(平成8年2月号)の宇留嶋らが執筆した記事を矢野・朝木直子が名誉毀損で提訴した裁判の地裁判決(2003年11月28日)では、朝木明代と矢野穂積に関する中傷的な表現数ヶ所のみ請求が認容されたものの、万引き・自殺を示唆する記述については相当性が認められて請求が棄却された。しかし、矢野らは控訴せず、宇留嶋らの控訴・上告が棄却されて宇留嶋らの一部敗訴が確定(2005年5月13日)した後になってから「『××汚染』(原文ママ)というこのライターの出版物の主要な柱が確定判決で否定されている」と『民主主義汚染』の内容が裁判で否定されたという誤解を与えかねない広報を行った。2003年には、宇留嶋が名刺広告恐喝商法事件に関与した疑いがあるかのような印象を与えるべく技巧を凝らした記事を『東村山市民新聞』134号(2003年7月)に掲載した。記事を宇留嶋に名誉毀損で提訴される(2005年7月)と、「互いに名誉毀損記事または名誉毀損のおそれがある記事を執筆しないことを確約する」との条項を入れて和解することを求めたが、宇留嶋に拒絶され、この条項を入れずに15万円を払って和解(2008年3月)した(同内容の別発言も提訴されて敗訴し10万円の賠償を命じられている)。2007年ごろになると、矢野らは、宇留嶋を「創価御用ライター」と呼び始めたが、宇留嶋に名誉毀損で提訴されると、広辞苑を引用して「御用ライターの定義に『事実を曲げて記述している』は含まれていないから宇留嶋の記述の真実性は争点にならない」と主張した。

### 救急隊訴訟
「朝木明代が突き落とされて殺された」という主張と並行して、朝木直子らは、朝木明代の死は東京消防庁東村山消防署救急隊の緩慢かつ誤った処置による過失死であるとして、1億4千万という巨額(逸失利益と慰謝料、葬儀代に加え中田康一弁護士らへの報酬1260万円を含む)の損害賠償を求めて1998年に東京都を提訴した。被告側は朝木明代の司法解剖鑑定書を証拠として提出し、朝木直子らは「鑑定書は死亡から1,023日も経過してから作成され、鑑定人の署名押印がなく、信用できない」と主張したが、東京地方裁判所で請求棄却された(2001年6月29日)。後に朝木直子が述べたところによると、訴訟は真相究明の手がかりをつかむためであり、司法解剖鑑定書を入手したことで目的を達した、という。この裁判で「信用できない」とした司法解剖鑑定書は、後に、矢野・朝木直子が謀殺を主張するほとんど唯一の根拠となった。矢野・朝木直子は「控訴しなかった」と述べているが、『判例タイムズ』には、朝木直子らは控訴したが棄却、さらに上告して争ったとある。

#### 2003年以降の訴訟
2003年以降は、事件当時の東村山署副署長(提訴時は退職)が矢野らを提訴したものが多数を占める。しかし、これらはいずれも記事や発言による名誉毀損に対して損害賠償を求めるものであり、第一に名誉毀損の成否が検討され、次いで公益性・公共性、そして真実性または相当性(真実相当性、真実と信ずるに足りる事情)が検討された。万引き事件・アリバイ工作については被疑者死亡で捜査が中断しており、転落死については不明な点が多いため、高度の蓋然性が求められる真実性は、どちらの主張にしても認められたことがなく、訴訟の形式的な勝敗はもちろん、判決中の判断においても、自殺説・謀殺説の真実性を認めた判断は示されていない。万引き・アリバイ工作・自殺については複数の裁判で相当性が認められているが、万引きでっち上げ・アリバイ工作捏造・謀殺については相当性すら一度も認められたことがない。ただし、矢野・朝木直子の著書『東村山の闇』や矢野らが実質的に経営している多摩レイクサイドFMでの放送の内容を東村山署元副署長が提訴した裁判で「謀殺の可能性を示す証拠がある」ことの相当性は認められたことがある。特に、元東村山署副署長が矢野・朝木直子らのウェブサイト『創価問題新聞』の記述を提訴した裁判の高裁判決(2009年1月29日)では、「万引き当日の朝木明代の服装」「上腕の内出血」を含む被告側の根拠はことごとく反駁され、万引き冤罪・他殺を信じる相当性はないとされた(矢野・朝木直子らの敗訴・同年7月3日に確定)。なお、矢野・朝木直子らは、この判決確定の11日後に原告・被告が同じ別の裁判(ただし、論点は異なる)で矢野・朝木直子が勝訴したことにより、この高裁判決は「最終的にすべて否定されている」として、判決を下した裁判官の処分を訴えた。
矢野らは「自殺の真実性が確定すること」を「自殺説」、「自殺と完全に認定できないこと」ないし「謀殺の可能性があると信じても止む得ない事情がある」ことを「謀殺説」と定義している。この定義に基づいて、月刊誌『潮』の記述を名誉毀損として訴えた裁判において自殺説の真実性が認定されなかった(ただし相当性は認定)ことをもって「謀殺説」が認定された、と主張している。また、上記の『東村山の闇』の記述をめぐる裁判の判決(2009年7月)で「謀殺の可能性を示す証拠がある」ことの相当性が認められたことで、最終的に「謀殺説」が確定したともしている。

#### 市民運動家の参入
2008年7月以降、市民運動家の瀬戸弘幸・西村修平（主権回復を目指す会代表）・桜井誠（在日特権を許さない市民の会会長）らが、街宣（街頭宣伝）・集会・ウェブサイト・YouTube動画などで、万引き捏造説・謀殺説の喧伝を始めた。「正統保守」を自任する瀬戸らは、「思想的立場が異なる」としながらも矢野・朝木直子の人格・正義感を高く評価し、彼らが示す万引きでっち上げ説・謀殺説の証拠にも全幅の信頼を置く。矢野・朝木直子も、街宣や集会を共にする、「斗い」の戦略をアドバイスする、各戸配布用の印刷物を提供するなど支援を行っているが、『東村山市民新聞』やウェブサイトには、瀬戸らの名前はほとんど現れない。
「ジャーナリスト」と自己規定する瀬戸は、当初(2008年7月)は、現職警察官からの「自殺などではなく殺人事件」「3人の犯人と思われる人物の特定もされていた」「創価学会の信者と見られる検察官からの捜査打ち切りによって、真相は闇の中へと閉じ込められた」との内部告発を受けたことにより謀殺説の確信を得て、矢野・朝木直子らとは別の情報源から、まったく関係なく運動を立ち上げた、としていた。また、矢野らも「新たな情報をもとに朝木明代議員謀殺事件究明に立ち上がった瀬戸弘幸氏ら」と呼んだ(ただし、「新たな情報」の内容には一切言及しなかった)。その後、内部告発の真偽を問われた瀬戸は「本質的な問題とは何なのか？あなたはどう思いますか」と問い返すのみで、しだいに言及が少なくなり、掲示板などでその後の状況を尋ねられても反応しなかった。2010年半ばには「現職警察官の内部告発」を「警察の内部情報」と言い換えた。現在にいたるまで、瀬戸が挙げた謀殺説の証拠は、以前から矢野・朝木直子が述べていたものばかりである。
瀬戸らが取り上げたことにより、万引き捏造説・謀殺説は、ネット上で同内容が繰り返して宣伝された。矢野が「最高裁確定判決」および「実質勝訴」を、それぞれ「最高裁判決」「勝訴」と早とちりして誤情報を拡散してしまう傾向がある。また、矢野のいう「自殺説」「謀殺説」が独特の定義である(#訴訟の応酬の末尾を参照)ことを見落とすケースも多い。、また瀬戸に同調した西村修平は、東村山署元副署長が万引の捏造・謀殺の隠蔽をしたという内容の街宣を行い、元副署長に名誉毀損で提訴された。矢野・朝木直子らは、西村の裁判に密接に協力し、西村から入手した元副署長の準備書面をウェブサイトで公開し俎上に上げた。西村は、矢野らに提供された書証に全面的に依存しつつも、矢野ら自身は直接の主張を避けている「創価学会による捏造/謀殺・警察と共謀しての隠蔽」の真実性・相当性を主張した。上腕内側の内出血・矢野の言う「再現写真」も含め、矢野らの挙げる証拠を総動員したが、主張を裏付けるものとは認められずに敗訴し(2010年4月28日)、わずかに、公正な捜査と真相解明を求める側面、個人攻撃だけでなく組織(東村山署)の活動に対する批評としての側面もあると認められて賠償額(10万円)に反映したのみであった。西村は控訴したが、2010年10月28日に棄却、その後上告したが上告も棄却された。